# Jim Thompson
Jim Thompson (Anadarko, Oklahoma, 27 de setembro de 1906 – Hollywood, 7 de abril de 1977) foi um escritor e roteirista norte-americano conhecido por seus livros policiais de crime e mistério.

## Carreira
Jim Thompson escreveu mais de trinta novelas, sendo que a maioria foi publicada a partir do final dos anos 1940. Apesar de algumas críticas positivas, especialmente pelo jornalista Anthony Boucher, do The New York Times, ele foi pouco reconhecido em vida. Mesmo assim a escrita lúcida e bem estruturada de Thompson culminou em alguns best-sellers, como The Killer Inside Me, Savage Night, A Hell of a Woman e Pop. 1280. O escritor e roteirista tinha fãs do porte de Stanley Kubrick, para qual escreveu os roteiros de Glória feita de sangue e The Killing, este último que serviria de inspiração para o "filme de assalto" Resevoir Dogs, de Quentin Tarantino.

## Fatos
Jim Thompson trabalhou muito em Hollywood. Entre seus livros adaptados, estão The Getaway (Os implacáveis, de Sam Peckinpah), After dark, my sweet (Dominados pelo Desejo, de James Foley), The Grifters (Os Imorais, de Stephen Frears) e The Killer inside me, escrito em 1952, uma obra-prima da literatura noir, e levada às telas em 2010 pelo diretor Michael Winterbottom, com o título original no Brasil, O assassino em mim, estrelado por Casey Affleck, Kate Hudson e Jessica Alba.

## Obras

### Em português
- 'Fuga para o inferno' (Editora Globo, 1958)
- 'Noite selvagem' (Editora Globo, 1981)
- 'Uma mulher infernal' (Editora Globo, 1984)
- Violência e uma cabana (Caminho Editorial, 1987 - publicado em Portugal)
- 'O Assassino dentro de mim' (Editora Paulicéia, 1991; Planeta, 2005)
- 'Os imorais' (Editora Pulicéia, 1991)
- '1.280 Almas' (Ediouro, 2005)
- 'The Getaway - Os implacáveis' (Editora M.M, 1973; Vintage, 1994)

### Em inglês
- Now and on Earth (1942)
- Heed the Thunder (aka Sins of the Fathers) (1946)
- Nothing More Than Murder (1949)
- The Killer Inside Me (1952)
- Cropper's Cabin (1952)
- Recoil (1953)
- The Alcoholics (1953)
- Savage Night (1953)
- Bad Boy (1953)
- The Criminal (1953)
- The Golden Gizmo (aka The Golden Sinner) (1954)
- Roughneck (1954)
- A Swell-Looking Babe (1954)
- A Hell of a Woman (1954)
- The Nothing Man (1954)
- After Dark, My Sweet (1955)
- The Kill-Off (1957)
- Wild Town (1957)
- The Getaway (1958) - título no Brasil "Os implacáveis"
- The Transgressors (1961)
- The Grifters (1963)- título no Brasil "Os imorais"
- Pop. 1280 (1964) -  - título no Brasil "1.280 almas"
- Texas By the Tail (1965)
- South of Heaven (1967)
- Nothing But a Man (1970)
- Child of Rage (1972)
- King Blood (1973)
- Jim Thompson Omnibus (1983)
- Jim Thompson Omnibus 2 (1985)
- Fireworks: The Lost Writings of Jim Thompson (1988)
- The Rip-Off (1989)